# Elena Dendeberova
Elena Dendeberova (n. 4 mai 1969, Leningrad, RSFS Rusă, URSS) este o înotătoare ce a reprezentat Uniunea Republicilor Sovietice Socialiste, medaliată olimpică. A participat la 2 ediții ale Jocurilor Olimpice (1988, 1992) în care a câștigat o medalie de argint.
În prezent, ea activează ca antrenoare la Școala Sportivă Specializată pentru Copii și Tineret „Ekran” (ȘCSR) din Sankt Petersburg. Printre elevii săi se numără numeroși campioni și deținători de recorduri mondiale, europene și ruse. Printre acestea se numără  Miron Lifintsev si Egor Kornev, precum și alți sportivi.